# 熱爆景點
熱爆景點（Scenic Blast，2004年8月29日出生）是澳洲出生及訓練的純種競賽馬匹。主要勝出賽事為閃電錦標及皇席錦標。

## 競賽生涯

### 2006-07年
熱爆景點在西澳洲雅士閣馬場出道。在兩歲出賽三次，第一場已是表列賽，並取得勝出，之後取得兩亞。

### 2008-09年
踏入四歲的熱爆景點，變得更加成熟，勝出兩場普通賽事後，前往費明頓馬場角逐閃電錦標勝出第一場分級賽。其後前往英國雅士谷馬場出戰皇席錦標，輕鬆勝出。原定考慮出戰金禧錦標，但因為馬匹疲倦放棄，改為角逐7月在新市場舉行的七月盃，但全程反應一般只得第十。

### 2009-10年
熱爆景點遠征日本出戰短途馬錦標，由於晏勞德需在澳洲策騎，由薛凱華代替。但賽事形勢對其不利，因而索性放棄角逐。其後來到香港準備香港短途錦標預賽，但是腳傷被迫退出，後來康復角逐香港短途錦標，但最終終包尾而回，賽後證實流鼻血。

## 外部連結
- 血統表 （页面存档备份，存于）
- 賽績資料 （页面存档备份，存于）